# Lliberata Mas Pedrola
Lliberata Mas i Pedrola (Barcelona, 1 de març de 1921- Barcelona, 11 de novembre de 2016) fou una artista i professora especialitzada en macramé, teixit de teler i tapís, relacionada amb l’Escola Catalana de Tapís. A part de la seva creació artística, es va dedicar a l'activitat pedagògica en l'ensenyament de la plàstica, en totes les seves tècniques, especialment la de macramé, en la qual va ser autodidacta.

## Biografia

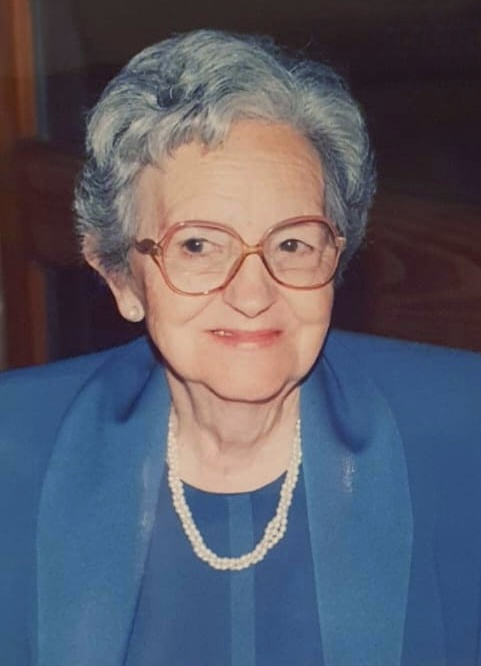
Lliberata Mas i Pedrola (1921-2016)

Lliberata Mas va néixer l’1 de març de 1921 a Barcelona, Catalunya. Durant els seus primers anys, va estudiar al Grup Escolar Baldiri Reixac (escola pilot del Mètode Decroly a Catalunya). Després va anar a l'Institut-Escola Pi i Maragall de la Generalitat de Catalunya. El seu primer contacte amb l’art va ser als catorze anys (1935), quan va entrar a estudiar a l'Escola Massana de Barcelona.
Des de l’any 1968 fins al 1992 va treballar de professora d’arts plàstiques a l'Escola de Mestres Rosa Sensat de Barcelona, essent co-organitzadora de l'Escola d’estiu de Rosa Sensat i coordinadora del Grup de treball de l’Escola de Tècniques Artesanes de l’Associació de Mestres Rosa Sensat.
Del 1970 al 1980 va treballar de professora d’art (treballant amb monotip, metall, cuir, cistelleria, ràfia, gravat, tapís i macramé) a l'Escola Forma de Barcelona.
Del 1970 al 1982 va treballar de professora d’arts plàstiques (treballant amb cartró, paper, paper maixé, ceràmica, dibuix, pintura, metall, teixit, tapís, macramé, ràfia, cistelleria, cuir, suro, fusta, Kumihimo, fils tendus, linòleum, monotip, roba i mosaics) a l'Escola Al·leluia de Barcelona.
Del 1977 al 1980 va treballar en la introducció del macramé a alumnes invidents.
L’any 1978 va obrir el seu propi estudi d’arts plàstiques, macramé i teixit a Barcelona.
Del 1981 al 1984 va ser professora de la tècnica japonesa de teixit Marudai a l'Escola d'Educació Especial Ariadna, Institut de Pedagogia Terapèutica, Escola Especial de Nostra Senyora de Montserrat, Taller de Recuperació de difusions psicomotrius de Mª Rosa Arias i Sayol, i les Escoles d'Estiu de Rosa Sensat.
Morí l’11 de novembre de 2016 a Barcelona.

## Obra tèxtil

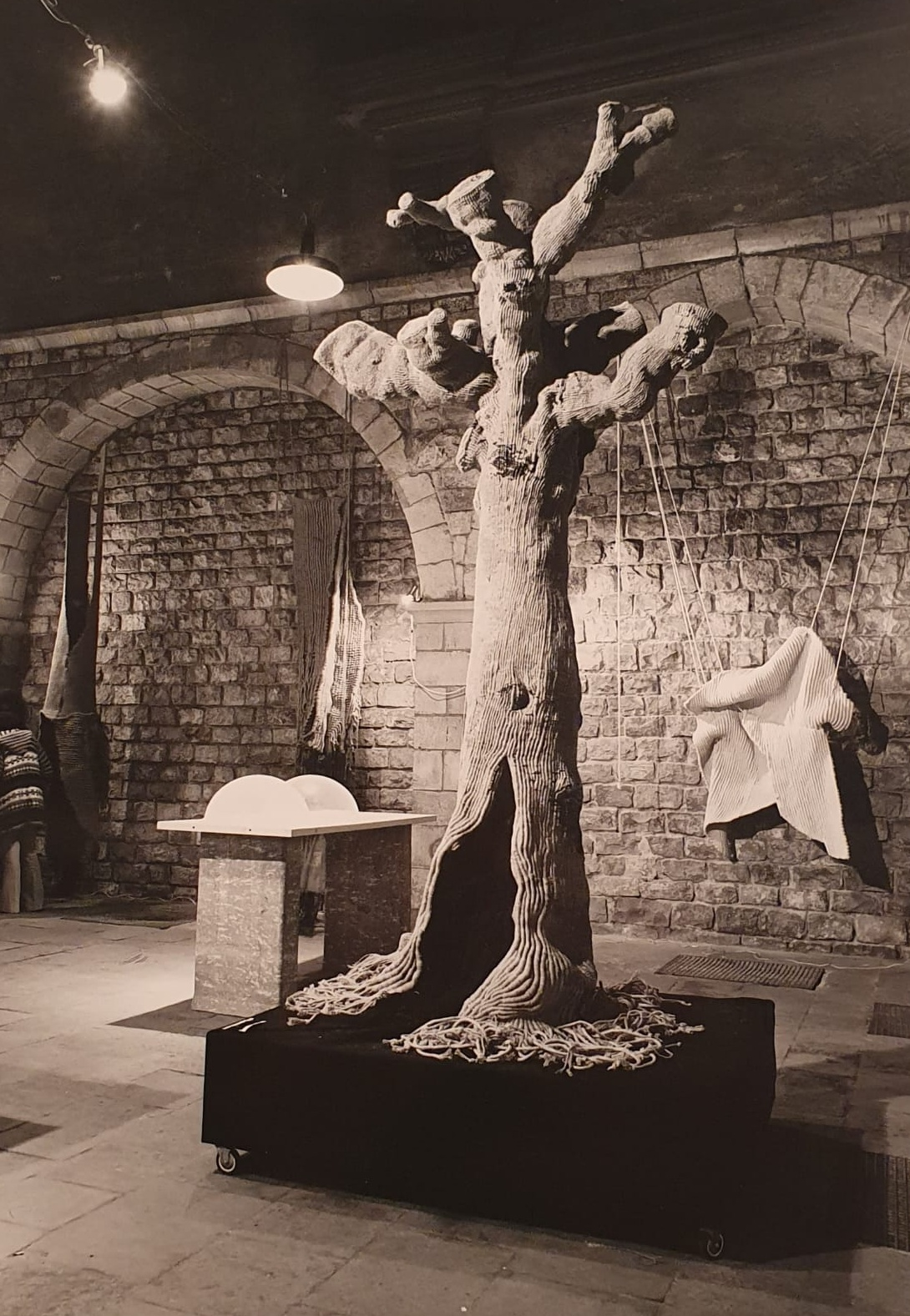
'L'Arbre Vell', a l'exposició antològica de macramé feta a la Capella de l'Antic Hospital de la Santa Creu, 1978

- 1974 Experiments amb macramé en un curs monogràfic de Tapís amb la Professora Rosa Ramos.
- 1975 Reproducció en tapís del cartell dissenyat per Antoni Tàpies per a la "Desena Escola d'Estiu" de Rosa Sensat.
- 1978 "L'arbre vell". Reproducció feta en macramé d'un arbre de mida natural (288 x 140 x 140 cm). L'artista mostrava així el potencial de la volumetria en el macramé, que fins aleshores s'associava a les dues dimensions.
- 1978 Estudi, investigació, reproducció i, posteriorment, exposició per demostrar que la banda de pit que portava la Gran Dama de la Dona trobada al Cerro de los Santos (a Albacete) era de macramé.
- "Flocs", en homenatge a les catedrals de Catalunya.
- "Catalunya", en homenatge a les catedrals de Catalunya.
- "Rosetó", en homenatge a les catedrals de Catalunya.
- "Senzillesa"
- "Estalactites"
- 1985 "Flocs II" (en col·laboració amb Narcís Banchs)
- "L'arbre petit", reproducció feta en miniatura de "L'arbre vell". Fet en macramé amb cordill de cotó que va tenyir amb te.

## Obra escrita

### Com autora
- Macramé a l'Escola I. Barcelona, 1981. Exhaurit.
- Macramé a l'Escola II. Barcelona, 1982. Exhaurit.
- Macramé a l'Escola I, 2a Edició. Barcelona, 1984. Exhaurit.
- Macramé Didàctica Perspectiva Escolar, publicació de Rosa Sensat. Barcelona, 1976. Vol. 7, pàg. 31-34.
- El Ressorgiment del Macramé, una monografia inèdita utilitzada en el programa de l'Escola d'Estiu de Rosa Sensat. Barcelona, 1976.

### Com a co-autora
- El teixit a l'Escola. Els Telers I (amb Eli Cabanyes i Quico Goberna). Barcelona, 1980.
- El teixit a l'Escola. Punts i Mostres II (amb Eli Cabanyes i Quico Goberna). Barcelona, 1980. Exhaurit.
- El tapiz en la Escuela. (amb Eli Cabanyes i Quico Goberna) Madrid, 1981. Exhaurit.
- La meva primera trobada amb la terra japonesa, Brotes de Collserola, desembre, 1989, Vol. 55, pàg. 495 - 498.

## Exposicions col·lectives
- L’any 1973 a Sant Feliu de Guíxols.
- L’any 1974 a Molins de Rei.
- Del 7 de març al 5 d’abril de 1975 va formar part d'una exposició col·lectiva de l’Escola Forma a la Galeria Ninots de Barcelona.
- Del 26 de juny al 3 de juliol de 1975 va formar part d'una exposició col·lectiva de Tapís Contemporani al Museu Tèxtil de Terrassa.
- Del 1 al 9 d’octubre de 1975 va formar part d'una exposició col·lectiva de Tapís Contemporani i Experimentació Tèxtil al Gremi de Fabricants de Sabadell.
- Del 15 al 29 de març de 1976 va formar part d'una exposició col·lectiva de l’Escola Forma a la Sala d’Art de la Caixa d’Estalvis Comarcal de Manlleu.
- Del 12 al 29 de juny de 1976 va formar part d'una exposició col·lectiva de l’Escola Forma a la Caixa d’Estalvis del Penedès de Sant Feliu de Llobregat.
- Del 14 de febrer al 12 de març de 1978 va formar part d'una exposició antològica de macramé feta a la Capella de l'Antic Hospital de la Santa Creu.
- Del 6 de maig al 16 de juliol de 1978 va formar part d'una exposició antològica de macramé al Museu de Granollers.
- L’octubre de 1979 va formar part d'una exposició col·lectiva pel Festival de Primavera de Sant Just Desvern.
- El febrer de 1982 a l’Ateneu Enciclopèdic Popular a la Casa de la Caritat, Barcelona.
- El 1982 al Casal de l’Associació de Veïns de Vallvidrera.
- Del 19 d’octubre al 2 de novembre de 1983 va formar part d'una exposició col·lectiva de l’Associació d’Amics de l’Institut-Escola.
- Del 28 de març al 10 d’abril de 1983 al Taller d'Iniciació de Macramé i Espectacle de Tapís, situat al Casal de Cultura de Ripollet.
- Del 17 de març al 30 d’abril va formar part d'una exposició col·lectiva de l’Associació d’Amics de l’Institut-Escola.
- Del 31 de maig al 9 de juny de 1985 va formar part d'una exposició col·lectiva de Muestras Artesanas I: 100 textiles, a Madrid.
- El març de 1985 va formar part d'una exposició al Centre Cultural Mitsukoshi de Tokyo.
- Del 4 al 14 d’octubre de 1986 va formar part d'una exposició col·lectiva d’ex-alumnes de l’Escola Baldiri Reixac a la Caixa de Barcelona.
- El març de 1987 va formar part d'una exposició col·lectiva de l’Associació d’Amics de l’Institut-Escola.
- El maig de 1988 va formar part d'una exposició col·lectiva de l’Associació d’Amics de l’Institut-Escola.
- El novembre de 1989 va formar part d'una exposició col·lectiva de l’Associació d’Amics de l’Institut-Escola.
- L’abril de 1991 va formar part d'una exposició col·lectiva de l’Associació d’Amics de l’Institut-Escola.
- El maig de 1993 va formar part d'una exposició col·lectiva de l’Associació d’Amics de l’Institut-Escola.
- Del 3 al 27 de febrer de 1994 va formar part d'una exposició col·lectiva d’Ex-alumnes de l’Escola Baldiri Reixac al Centre d'Artesania de la Generalitat de Catalunya.
- Del 15 d’octubre de 2013 a l’1 de gener de 2014, va formar part d'una exposició col·lectiva al Museu del Tapís Contemporani - Casa Aymat, a Sant Cugat del Vallès, co-exposant amb Tomàs Aymat, Josep Grau-Garriga, Jaume Muxart, Pablo Picasso, Albert Ràfols Casamada, Joan Josep Tharrats, Carles Delclaux, Magdalena Abackanowicz, Aurèlia Muñoz, Maria Assumpció Raventós, Maria Teresa Codina i Mercè Diògene, entre d'altres.

## Obra instal·lada a
- Museu Provincial Tèxtil de Terrassa ("Arbre Vell"): una pel·lícula d'aquesta obra es pot trobar al Fons Documental de l'escola Rosa Sensat.
- Fons d'Art del Diari Avui ("Estalactites")
- Xarxa Cultural ("Senzillesa”)
- Museu de Puntes de Barcelona
- Associació Japonesa de Museus, a Tòquio ("Flocs", "Catalunya" i "Rosetó", en homenatge a les catedrals de Catalunya).

## Galeria

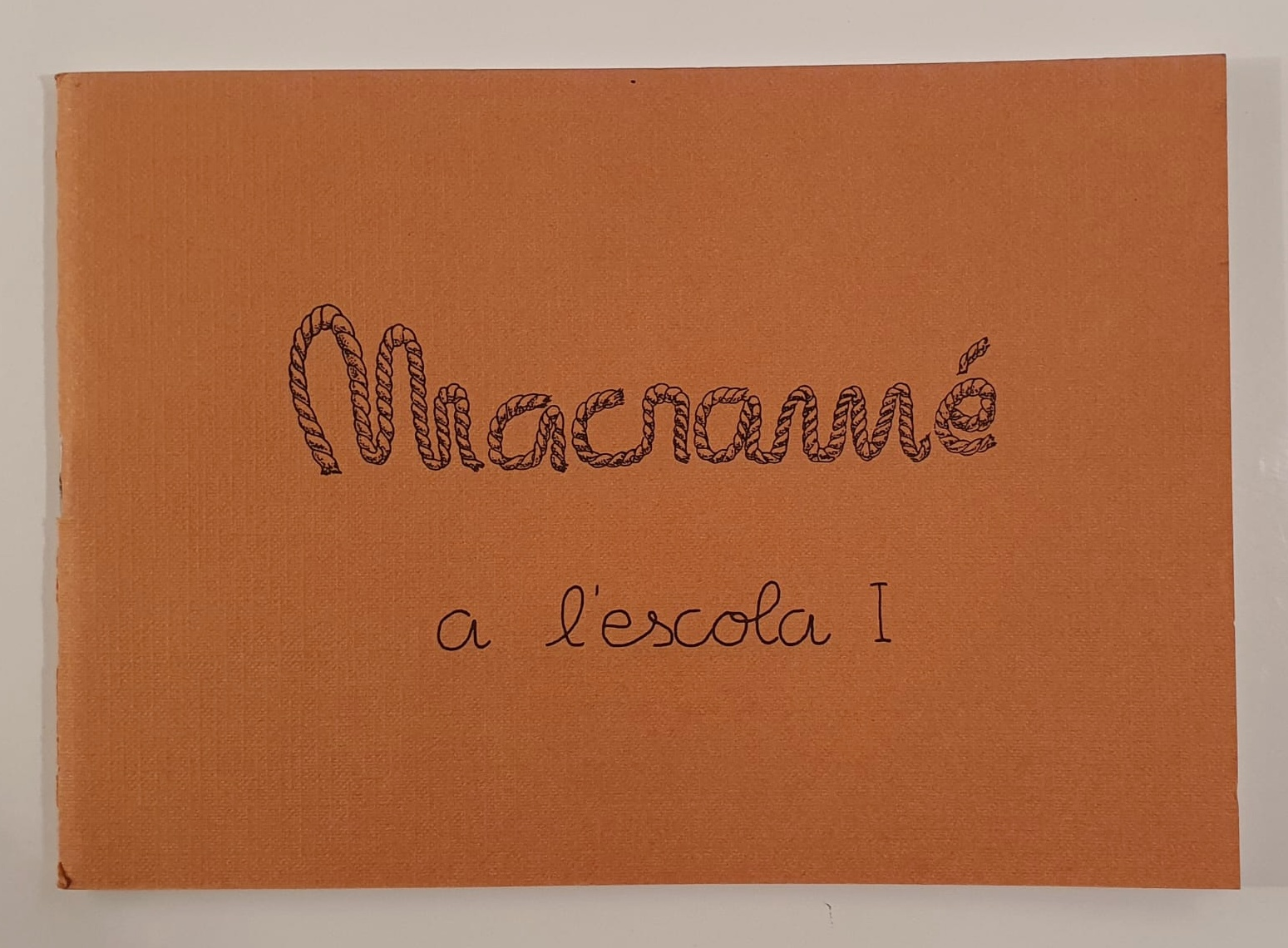
Portada del llibre 'Macramé a l'Escola 1'
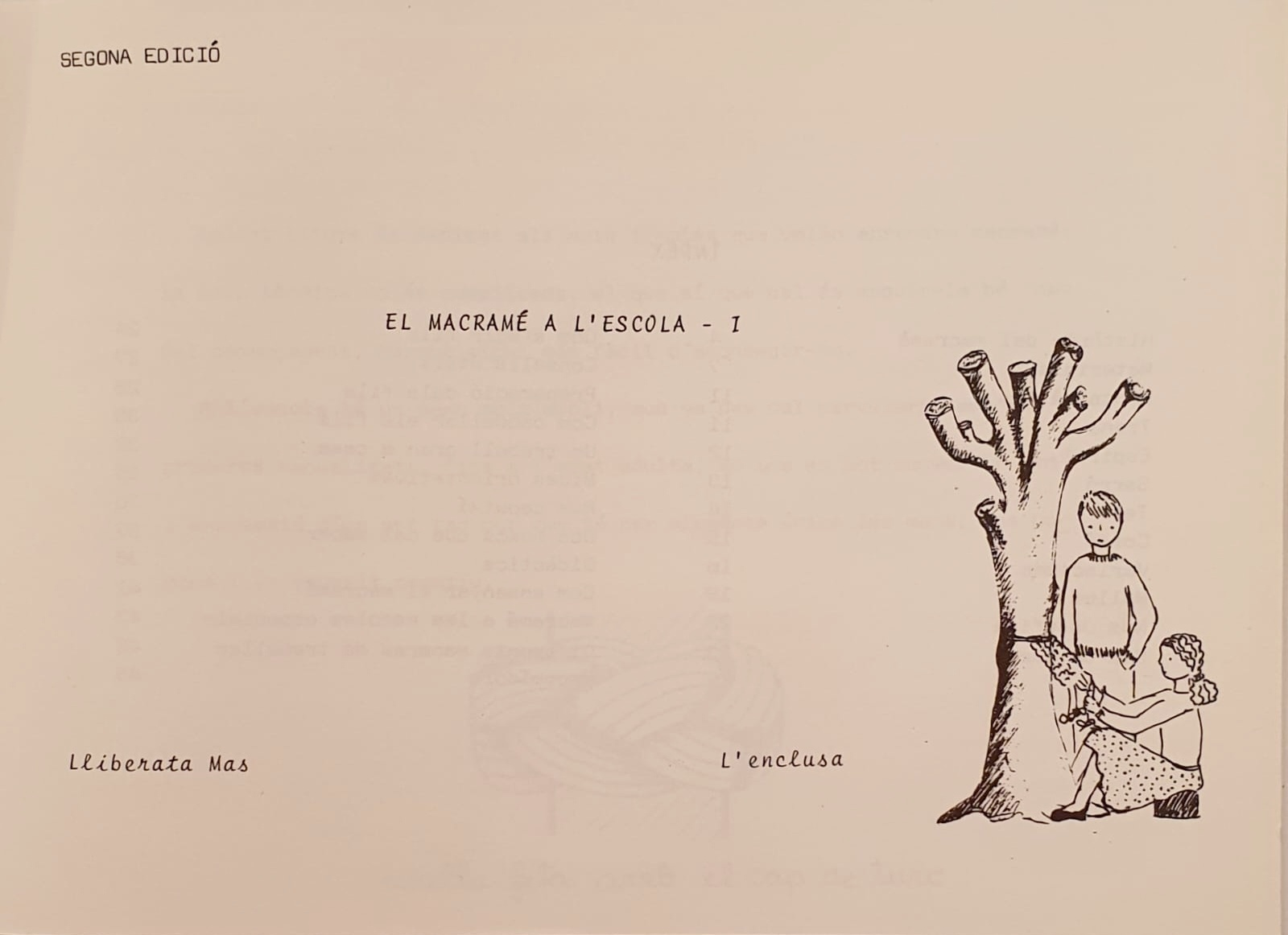
Primera pàgina del llibre 'Macramé a l'Escola 1'
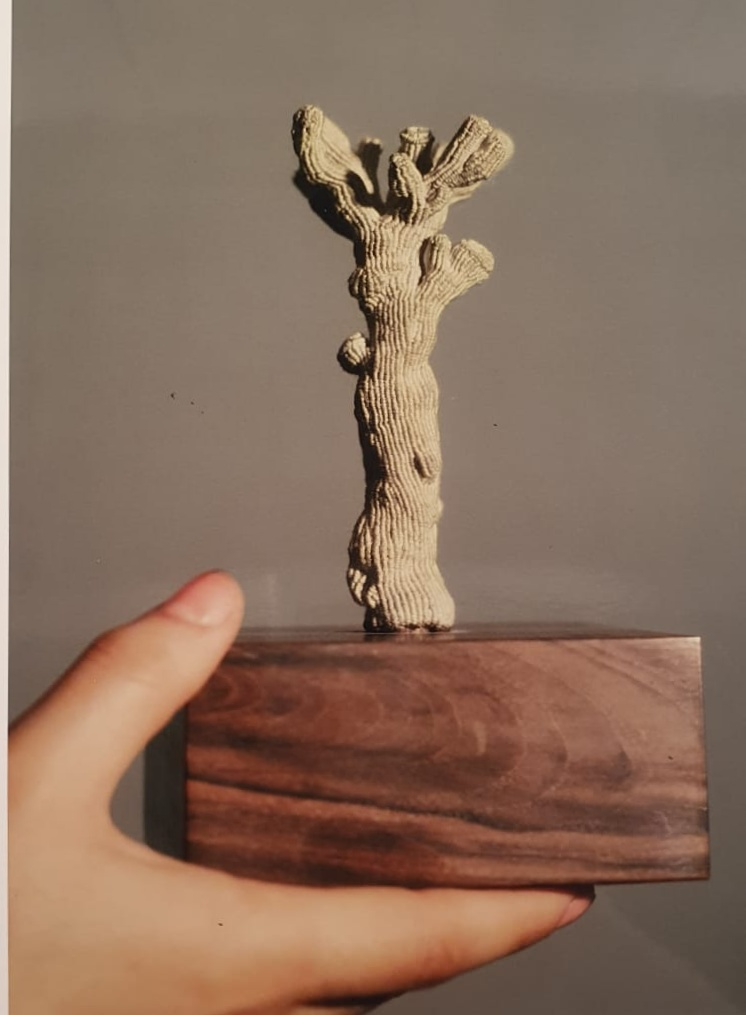
'L'Arbre petit', miniatura feta amb fil de cotó tenyit amb te.

## Subvencions
- 1985 Departament de Cultura de la Generalitat de Catalunya, per a activitats de promoció de la Cultura Catalana a l'exterior.

## Altres actes notables
- 1977 Participació al Congrés de Cultura Japonesa de París, a la Mostra i Seminari dels treballs de l'Associació Seikatsu To Shugei No Kai, organitzat per Mitsuno Ueda.
- 1978 Entrevista a Ràdio Miramar.
- 1980 Documental i entrevista per a TV Espanya, al programa "Cosas", emès el 2 de maig de 1980.
- 1984 Invitació al Congrés d'Arts Plàstiques Japoneses a Niça.
- 1985 Documental i entrevista a l'estudi al programa de Maria Rosa Garcia a TVE, S.A. a Catalunya.
- 1985 Invitació al Japó per impartir tres classes sobre diferents tècniques d'Art Plàstica.
- 1985 Membre de l'A.A.F.A.D. i el F.A.D. (per al foment de les Arts Decoratives).

## Mencions
1. Maria Luisa Antem, "El Macramé anuda el verano del 78" Tele- Exprés, 11 de juliol de 1978.
2. Berta Castallet Moya, "L'arbre Vell", La Mosca Espia, revista de l'Escola Itaca, març de 1978.
3. Daniel Giralt Miracle, "Exposició antològica del Macramé" Avui, 13 de març de 1978.
4. Ricardo Huertas, "Vuelve el Macramé" Solidaridad Nacional, 23 de febrer de 1978.
5. Carmen Maluenda, "Exposición Antológica del Macramé" Hogar, maig de 1978. Pàg. 70.
6. Carmen Maluenda, "La cestería hecha por nosotros I" Hogar, juliol de 1979. P. 58 - 59.
7. Carmen Maluenda, "La cestería hecha por nosotros II" ("Cisteria By Us II") Hogar, agost de 1979. Pàg. 66- 67.
8. Mitsuno Ueda, autor i editor, Book of Japanese Weaving, Tòquio, 1987. Pàg. 87.
9. Jordi Morell, Batik, Vol. 18, octubre de 1975. Pàg. 45.
10. J. Ortuño, "L'arbre vell, un macramé de Lliberata Mas, enriquece el Museo Textil" Diari de Terrassa, 15 de gener de 1985.
11. Maria Dolors Pahi, "Una exposición para el Macramé" El Correo Catalán, 3 de març de 1978.
12. August Panyella, "Lliberata Mas: Experimentos con Macramé y tejidos" Batik, Vol. 72, Barcelona maig - juny, 1983. P. 26 - 27.
13. M. Rodriguez Cruells, "Col·lectiva Ninots", Canigó, 7 de març de 1975.
14. Sempronio, "Anuda que Anudarás" La Vanguardia, 1978.
15. Santiago S. Torrado, "Un modelo de calidad pedagógica" El País, 7 de desembre de 1982. P. 7.
16. F. Torrella Niubo, "Enseñanzas textiles" Diari de Terrassa, 11 de novembre de 1980.
17. F. Torrella Niubo, "Enseñanzas y terminología textil de nuestros días" Diari de Terrassa, 27 de novembre de 1982.
18. F. Torrella Niubo, " Entre el arte y la artesanía textil". La Vanguardia, 24 de maig de 1987.
19. "Exposición colectiva del Tapiz contemporáneo" La Vanguardia, 20 de juliol de 1975.
20. "Una ojeada a l'exposició de tapís" Diari de Sabadell, 9 d'octubre de 1975.
21. "Importante exposición artístico-manual" Diari Ausona de Vic, 20 de març de 1976.
22. "Exposición Antológica del Macramé" Tele-Exprés, 1978.
23. "Hoy, Exposición en el Museo del Encaje" Noticiero Universal, 14 de novembre de 1978.
24. "Antología del nudo Macramé" Noticiero Universal, 23 de novembre de 1978.
25. "Manitas y 4 tablas" novembre de 1981.
26. Diari de Terrassa, 27 de novembre de 1982. P. 23.
27. "El tapiz en la escuela, un manual práctico", abril de 1982.
28. Discurs de lliurament pronunciat amb la presentació d'un tapís al Museu Tèxtil, Diari de Terrassa, 10 de gener de 1985.
29. "Muestras Artesanas I: 100 textiles" una publicació del Ministerio de Industria y Energía, Madrid, 1985. P. 20.
30. Diari de Barcelona, 6 de juliol de 1988.
31. Diccionari Ràfols d'artistes contemporanis de Catalunya i Balears, Vol. 2, pàg.417 i fig.424.
32. Estudis de museus: Butlletí mensual de l'Associació Japonesa de Museus Shouyu Kaikan, vol. 20:8, pàg. 19-20. Tòquio, 1985.
33. Orihime News, número 32, pàg. 1-2. Tòquio, agost de 1985.
34. Fundació Jaume I: El llibre de Nadal, 1989. Pàg. 75.
35. Inauguració de la renovació de l'exposició permanent del Museu del Tapís Contemporani https://www.cugat.cat/agenda/19510
36. El arte del tapiz catalán - El Periódico 28 d’abril de 2009 https://www.elperiodico.com/es/actualidad/20090428/arte-tapiz-catalan-133876
37. Bonart - https://www.bonart.cat/index.php/ca/t/5093/lliberata-mas
38. Batik - http://www.cult.gva.es/sumbbaa/BATIK/1983,n72.pdf
39. Escola d’Estiu Rosa Sensat 1986 - https://www.rosasensat.org/wp-content/uploads/2019/03/tema_general_1986.pdf
40. 40 anys de l’Escola d’Estiu Rosa Sensat https://ddd.uab.cat/pub/expbib/2015/147663/50anysrosasensat/Llibre%2040%20anys%20-%20Dies%20i%20camins.pdf
41. Museu Jean-Lurçat et de la Tapisserie Contemporaine https://presse.angers.fr/private/uploads/piecesjointes/dossierwebok.pdf